# Conquista de la fortaleza de Paidahuén
La conquista de la fortaleza de Paidahuén sucedió en mayo de 1541 en la fortaleza que estaba situada en las afueras del actual pueblo de San Esteban al norte de la ciudad de Los Andes, en la Región de Valparaíso, como parte de la Guerra de Arauco, que enfrentaba a españoles y mapuches.

## Antecedentes
Pedro de Valdivia concluyó que su afianzamiento en la región era definitivo y ordenó la exploración exhaustiva de los valles en torno a lo que sería su asentamiento definitivo en el valle del Mapocho. Después de las últimas victorias, decidió arremeter definitivamente contra los mapuches, especialmente contra los que eran dirigidos por el líder picunche Michimalonco.
Por su parte, Michimalonco comenzó a reunir una gran fuerza en los cerros circundantes de la actual comuna de Quillota para abalanzarse nuevamente sobre el valle del Mapocho desde el sector de Lampa; mientras que otra fuerza comenzaba a concentrarse en las afueras de la actual comuna de San Esteban junto a un sitio fortificado en la zona conocido como Paidahuén, para atacar desde la zona de Colina. Sin embargo, esta segunda concentración de hombres fue conocida por los españoles, quienes se prepararon para realizar un ataque sorpresa contra la fortaleza, lugar donde se encontraba el jefe mapuche.

## La batalla
El ataque español a la fortaleza se produjo al alba y tomó por sorpresa a los indígenas. Sin embargo, al cabo de una o dos horas de desconcierto, los picunches se repusieron y contraatacaron, ya que allí contaban con el liderazgo de Michimalonco. A media mañana la situación favorecía a los hombres de Michimalonco, hasta que apareció la caballería española que hizo desbandar a los picunches al igual que en la Batalla del río Mapocho. La cifra de muertos permanece desconocida.
Entre los prisioneros estaba Michimalonco, junto a otras decenas de sus hombres, y este, para recuperar su libertad y la de sus hombres, al igual que hizo el inca Atahualpa en Cuzco unos años antes, ofreció informarles la ubicación de los lavaderos de oro de Marga-Marga, a lo que los españoles aceptaron. Más tarde, los españoles serían derrotados en ese mismo lugar.

## Relato de Crónicas Históricas
El relato de Mariño de Rivera acerca de la decisión de atacar la fortaleza es el siguiente: "... Luego que se hizo la fundación de la ciudad de Santiago, después de haber pasado la batalla., procuró el capitán Valdivia saber el secreto de la tierra y lo que en ella había, así de oro como de plata, y otras cosas de valor y estima; para esto partió de allí dando la vuelta al valle de Chile con ochenta españoles de a pie y de a caballo, y en llegando a él tuvo noticia de que el general Michamalongo estaba en un fuerte con mucha gente belicosa y pertrechada para la guerra. Oída esta nueva, le pareció que sería importante acometerla y desbaratarla".
El relato de Vivar es el siguiente: "... Andando el general y los españoles trazando su ciudad y entendiendo en las cosas que más convenía para el remedio de su vida, mandó a todas partes mensajeros [a] avisar a todos los señores de toda la tierra. Vino toda la mayor parte de todos los comarcanos, que no restaban por venir sino Michimalongo. Hizo luego el general mensajeros a hacerles saber que viniesen como los demás caciques habían venido, y que sería tratada su persona y tierra y gente como de señor, pues lo era, con tanto que le viniese a dar la obediencia y servicio a su magestad y a los cristianos. La respuesta que dió y envió fue que no quería venir, que antes tenia voluntad y propósito de matar a todos los señores que habían venido a le dar la obediencia, y que él estaba en parte tan segura que no tenia miedo a los cristianos, ni a otros muchos más, y que de allí donde estaba era parte para ofender y matar a todos cuantos cristianos estábamos, y los indios que de paz estaban....". Entonces Valdivia, "...conocido que, así como amenavaza [sic] a los cristianos, amenazaría a los indios que de paz habían venido, y junto con esto consideró que este cacique Michimalongo era uno de los mayores señores de esta tierra y más belicoso y de todos los naturales más temido, vistas y bien pensadas todas aquestas particularidades y el fin que había de tener, acordó salir, pasados tres meses después de la fundación de la ciudad, dejando como dejó en ella el recaudo que convenía".